# Stocken (Oberseen)

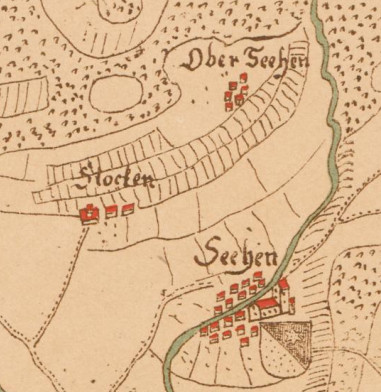
Stocken auf der Gygerkarte von 1664

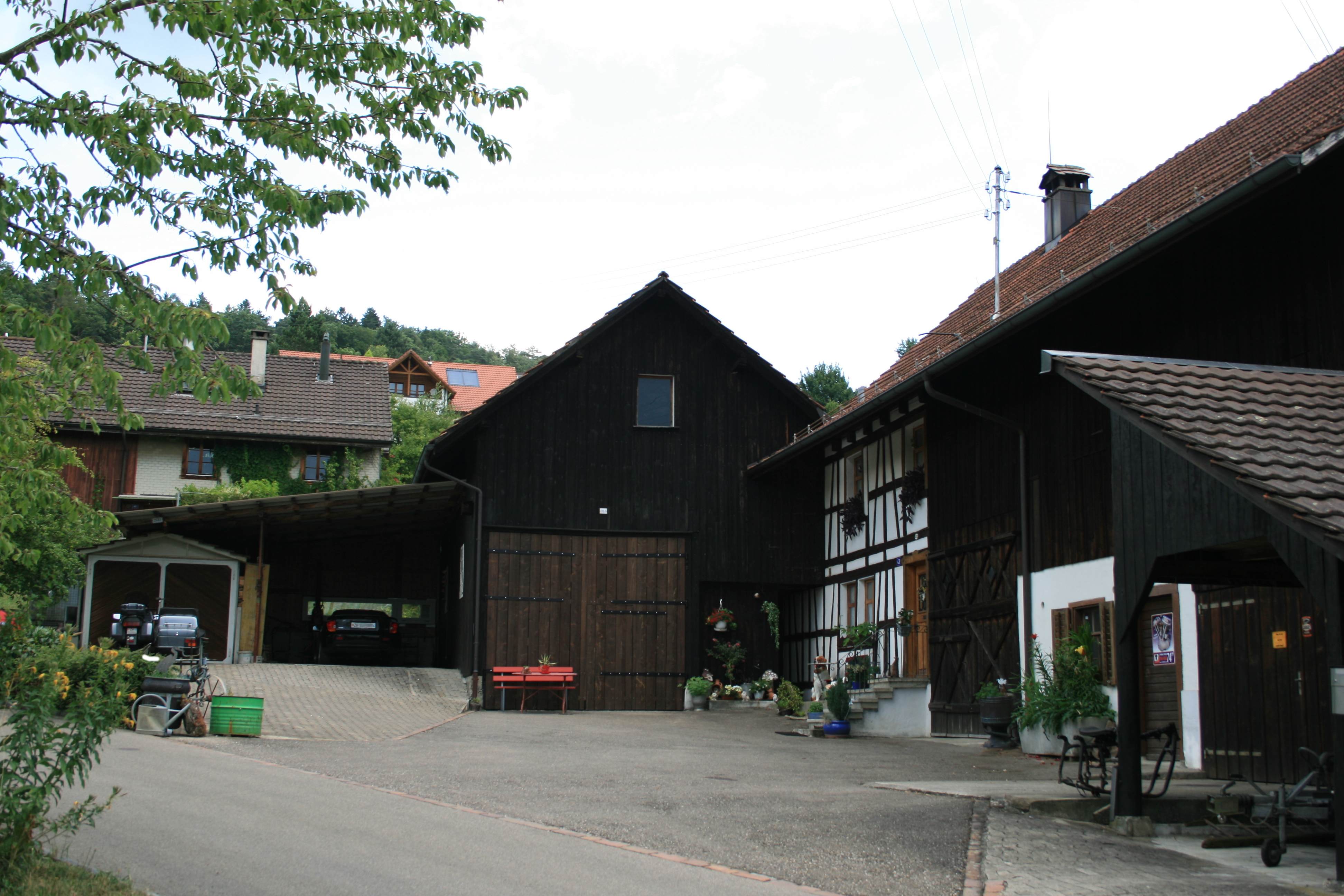
Ein 1812 erbautes Bauernhaus im damals noch alleinstehenden Weiler

Stocken ist ein ehemaliger Weiler, der heute zum Winterthurer Quartier Oberseen gehört. Der Weiler hatte im Mittelalter eine eigene Gerichtsgeschichte und war im 18. Jahrhundert eine Zeitlang die kleinste Gerichtsherrschaft auf Zürcher Boden. Heute ist Stocken vollständig mit dem städtischen Siedlungsgebiet verwachsen.

## Geschichte
Gegründet wurde der Weiler Stocken als Rebbauweiler. Im 13. Jahrhundert lebten dort Eigenleute der Schenken von Liebenberg, die das Gebiet zu dieser Zeit zu Lehen hatten, um 1330 wird der Ort als Stogkhein und Stockach erwähnt. Um 1400 ist bereits überliefert, dass viele Bebauer von Liebenberger Güter in Stocken Frondienst zu leisten hatten. Um 1370 ging die Burg Liebenberg samt Besitzungen, wozu auch Stocken gehörte, an die Herren von Breitenlandenberg. Als 1531 Ytelhans von Breitenlandenberg die Vogtei Hegi samt niedriger Gerichtsbarkeiten verkaufte, behielt er als Exklave einzig die niedere Gerichtsbarkeit über seine Eigenleute von Stocken und in Oberseen. Damit hatte Stocken einen ungewöhnlichen Rechtsstand zu den Ortschaften in der Umgebung, wo die niedere Gerichtsbarkeit von der Kyburg her ausgeübt wurden. Die Gerichtsbarkeit wurde 1605 im Rahmen eines Kompromisses von der Zürcher Obrigkeit eingeschränkt, sodass die von Breitenlandenberg nur noch die niedere Gerichtsbarkeit von Stocken besassen, da sie dort im Besitz etlicher Güter waren. 
Mit dem Aussterben der Geschlechts geriet Stocken mit den anderen Besitzungen der Breitenlandenberger an verschiedene Zürcher Stadtherren: Zuerst durch Heirat 1733 an Heinrich Werdmüller, 1746 an Hans Heinrich Waser, danach an Hans Conrad Wolff. In finanziellen Nöten verkaufte dieser die ehemalige Exklave der restlichen Gerichtsherrschaft Turbenthal-Breitenlandenberg 1751 an Hans Heinrich Egg, Untervogt des Oberen Amtes der Grafschaft Kyburg zu Rikon und machte Stocken damit zur kleinsten selbstständigen Gerichtsherrschaft auf Zürcher Gebiet. Sein Erbe trat 1757 Hans Rudolf Egg an, der seinen Vater auch im Amt der Untervogts beerbte. Dieser übergab 1783 die niedere Gerichtsbarkeit im Austausch gegen Zehntenfreiheit an Zürich und beendete damit die Existenz der Gerichtsherrschaft Stocken.
Mit dem Ende des Ancien Régime wurde Stocken ein Teil der Gemeinde Seen und gehörte zur Zivilgemeinde Oberseen. Mit der Eingemeindung der politische Gemeinde Seen 1922 wurde Stocken Teil der Stadt Winterthur. Heute ist der ehemals eigenständige Weiler kaum noch als solcher zu erkennen und Teil des Quartier Oberseen. Stocken ist der Name einer Busstation der 1982 eröffneten Trolleybuslinie 3 nach Oberseen.

## Einwohner
Die Einwohnerzahl der nur wenige Häuser umfassenden Weilers Stocken schwankte über die Jahre hinweg stark. In den Steuerbüchern der 1460er-Jahre sind in Stocken zwei Haushaltungen vermerkt, wodurch Hans Kläui eine Einwohnerzahl von 14 Personen geschätzt hat. 1650 wurden 16 Einwohner gezählt, diese Zahl sank in den Folgejahren bis auf 13 Einwohner im Jahr 1682. Nach einem neuerlichen Anstieg auf 17 Einwohner 1690 wurden, wohl als Folge der kleinen Eiszeit, 1695 nur noch zehn Einwohner gezählt. Im 18. Jahrhundert wurden 1738 20 Einwohner und 1765 23 Einwohner gezählt, jedoch bereits sechs Jahre später waren es nur noch sechs Einwohner in vier Haushaltungen bei drei Häusern dokumentiert, rund dreissig Jahre später lebten am Ende des Ancien Régime wieder 24 Einwohner in fünf Haushaltungen in vier verschiedenen Häusern im Weiler Stocken.